# Флавий Евхерий
Флавий Евхерий (на латински: Flavius Eucherius) е политик на Римската империя през 4 век, член на Теодосиевата династия. Чичо е на император Теодосий I.
От 377 до 379 г. той е comes sacrarum largitionum. През 381 г. е консул на Изтока заедно с Флавий Сиагрий на Запада.